# Winfarthing
Winfarthing är en ort och civil parish i Storbritannien.   Den ligger i grevskapet Norfolk och riksdelen England, i den sydöstra delen av landet, 130 km nordost om huvudstaden London. Winfarthing ligger 48 meter över havet och antalet invånare är 403.
Terrängen runt Winfarthing är mycket platt. Runt Winfarthing är det ganska tätbefolkat, med 108 invånare per kvadratkilometer. Närmaste större samhälle är Attleborough, 11,2 km nordväst om Winfarthing. Trakten runt Winfarthing består till största delen av jordbruksmark.